# Miltogramma taeniata
Miltogramma taeniata är en tvåvingeart som beskrevs av Johann Wilhelm Meigen 1824. Miltogramma taeniata ingår i släktet Miltogramma och familjen köttflugor.
Artens utbredningsområde är Frankrike. Inga underarter finns listade i Catalogue of Life.